# Templo de la Purísima Concepción de Nuestra Señora de Caborca
El templo de la Purísima Concepción de Nuestra Señora de Caborca es un edificio católico de la ciudad de Heroica Caborca ubicado en el norte del estado de Sonora, México. 
El templo es uno de los más visitados y admirados del estado por su valor histórico y arquitectónico. Su construcción inició en 1803 y reemplazó al antiguo inmueble que se usaba como misión, lugar que anteriormente había fundado el explorador y padre Eusebio Francisco Kino en 1692, como parte de las misiones jesuíticas en el desierto de Sonora. La iglesia posee un estilo barroco en su fachada y torres. 
En 1695 en ése sitio se estima que fue martirizado el sacerdote Francisco Javier Saeta asignado por Kino a la misión. Una rebelión pima con origen en Tubutama, arrasó con la misión, el sacerdote y otros cuatro pimas fieles. En 1751 el padre Tomás Tello también fue martirizado. 
La construcción actual inició en 1803, que reemplazó a la antigua construcción que había fundado Kino. Actualmente es catalogada Monumento Histórico por el Instituto Nacional de Antropología e Historia (INAH) para su preservación.